# John J. Parker
Pour les articles homonymes, voir John Parker (homonymie) et Parker.
John Johnston Parker (20 novembre 1885 – 17 mars 1958) était un juge américain, dont la nomination à la Cour suprême des États-Unis échoua à une voix près en 1930. Il fut juge suppléant au procès de Nuremberg puis travailla au sein de la commission du droit international des Nations unies

## Biographie
John Johnston Parker est né à Monroe dans l'État de la Caroline du Nord. Il est le fils d'un petit épicier John Daniel Parker et de son épouse Frances Ann Johnston. Après ses études secondaires, il est accepté à l'université de Caroline du Nord à Chapel Hill où il obtient son Bachelor of Arts (licence) en 1907, puis il poursuit ses études universitaires à la faculté de droit de cette même université où il obtient le Bachelor of Laws (master de droit) en 1908,,,.
John Johnston Parker repose à l'Elmwood Cemetery de Charlotte dans la Caroline du Nord.

## Archives
Les archives de John Johnston Parker sont déposées à la bibliothèque Wilson de l'université de la Caroline du Nord à Chapel Hill et y sont consultables en ligne.

### Notices dans une encyclopédie ou dans des manuels de références
- (en-US) American National Biography, Volume 17: Park - Pushmataha, Oxford University Press, USA, janvier 1990, rééd. 1999, 952 p. (ISBN 9780195127966, lire en ligne), p. 34-36,

### Articles
- (en-US) F. D. G. Ribble, « Judge John J. Parker », Virginia Law Review, Vol. 44, No. 5,‎ juin 1958, xi (1 page) (lire en ligne),
- (en-US) « John J. Parker », Section of International and Comparative Law Bulletin, Vol. 2, No. 2,‎ mai 1958, p. 32 (1 page) (lire en ligne),
- (en-US) Richard L. Watson, Jr., « The Defeat of Judge Parker: A Study in Pressure Groups and Politics », The Mississippi Valley Historical Review, Vol. 50, No. 2,‎ septembre 1963, p. 213-234 (22 pages) (lire en ligne),
- (en-US) Peter G. Fish, « Guarding the Judicial Ramparts : John J. Parker and the Administration of Federal Justice », The Justice System Journal, Vol. 3, No. 2,,‎ hiver 1977, p. 105-125 (21 pages) (lire en ligne )
- (en-US) Darlene Clark Hine, « the NAACP and the supreme court: walter f. white and the defeat of judge John j. parker, 1930 », Negro History Bulletin, Vol. 40, No. 5,‎ septembre-octobre 1977, p. 753-757 (5 pages) (lire en ligne),